# Топилина, Светлана Владимировна
Светлана Владимировна Топилина — российская легкоатлетка, специализируется в беге на 100 метров с барьерами.
Мастер спорта России международного класса. Член сборной России по лёгкой атлетике.

## Карьера
На Всероссийских соревнованиях участвует с 2005 года. На первенстве России среди молодёжи 2005 года заняла 3-е место. На чемпионате России 2012 года заняла 7-е место и тем самым не вошла в олимпийскую сборную России. Выступала на чемпионате Европы 2014 года, где дошла до полуфинала, по результатам которых заняла предпоследнее место и не вышла финал.
1 февраля заняла 3-е место на соревнованиях «Русская зима» в беге на 60 метров с барьерами — 8,20.

## Награды
- «Медаль «За служение Кузбассу» (26 сентября 2011 года)[5]